# Красново (Борисоглебский район)
Красново — село Борисоглебского района Ярославской области, входит в состав Борисоглебского сельского поселения.

## География
Расположено в 4 км на юго-восток от райцентра посёлка Борисоглебский.

## История
Мeстная каменная одноглавая Богоявленская церковь с колокольней построена здeсь впервые в 1870 году К. Плeшановой, на средства её покойного мужа Ивана Максимовича Плeшанова. С 1871 года в устроенном госпожою Плeшановой домe была открыта сельская школа.
В конце XIX — начале XX село входило в состав Борисоглебской волости Ростовского уезда Ярославской губернии. В 1885 году в деревне был 51 двор.
С 1929 года село являлось центром Красновского сельсовета Борисоглебского района, с 1954 года — в составе Селищенского сельсовета, с 2005 года — в составе Борисоглебского сельского поселения.
До 2013 года в селе действовала Красновская начальная общеобразовательная школа.

## Население
| 1859 | 1914 | 2007 | 2010 |
| ---- | ---- | ---- | ---- |
| 300  | ↗358 | ↘161 | ↘151 |

## Достопримечательности
В селе расположена действующая Церковь Богоявления Господня (1870).